# 科潘大厦

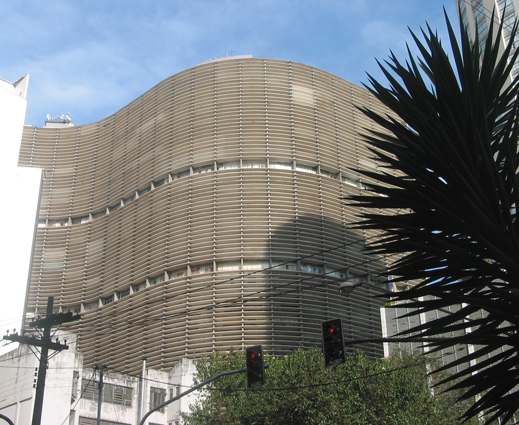
科潘大厦

科潘大厦（葡萄牙語：Edifício Copan）是巴西圣保罗的一座摩天大厦。大厦楼高140米，有38层，于1966年落成。它的设计是由建筑师奧斯卡·尼邁耶。

## 圖片集

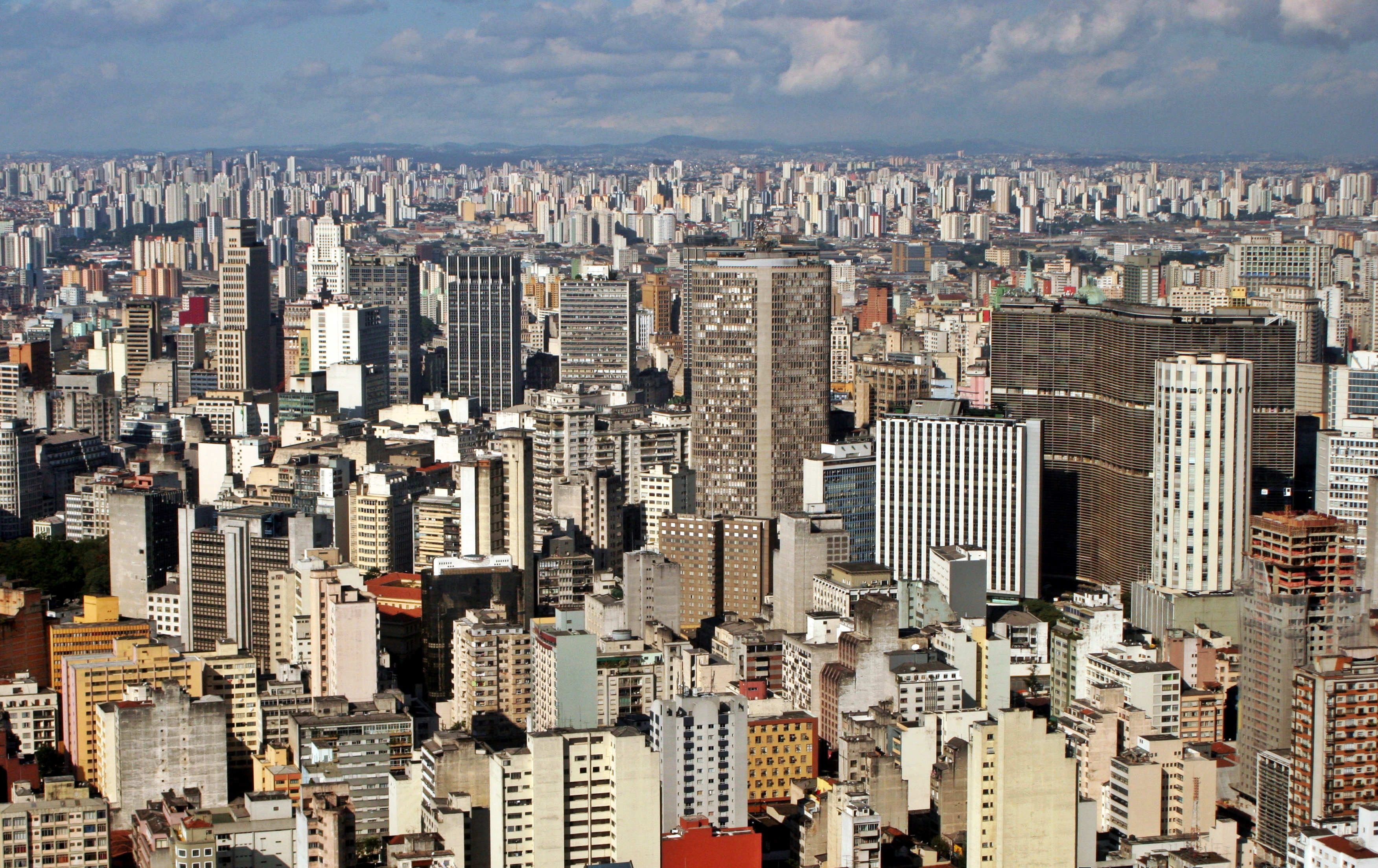
遠攝科潘大廈
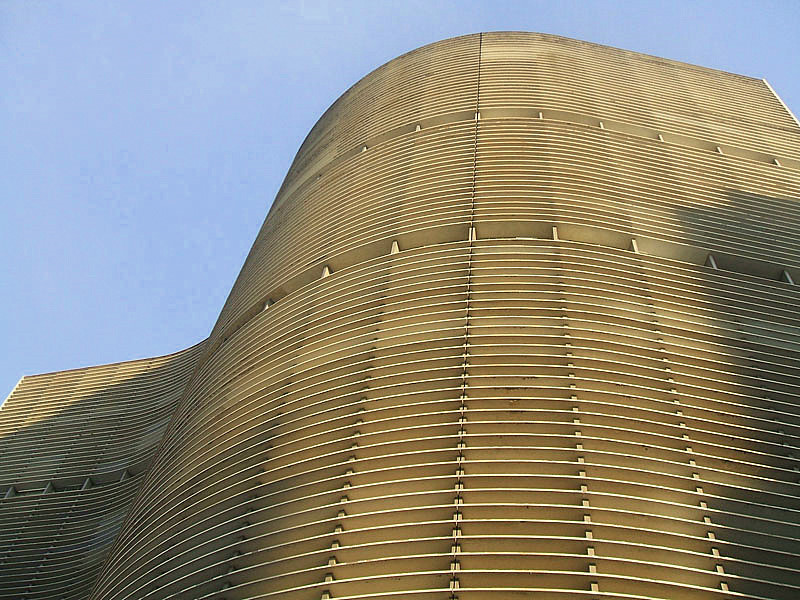
外牆裝飾
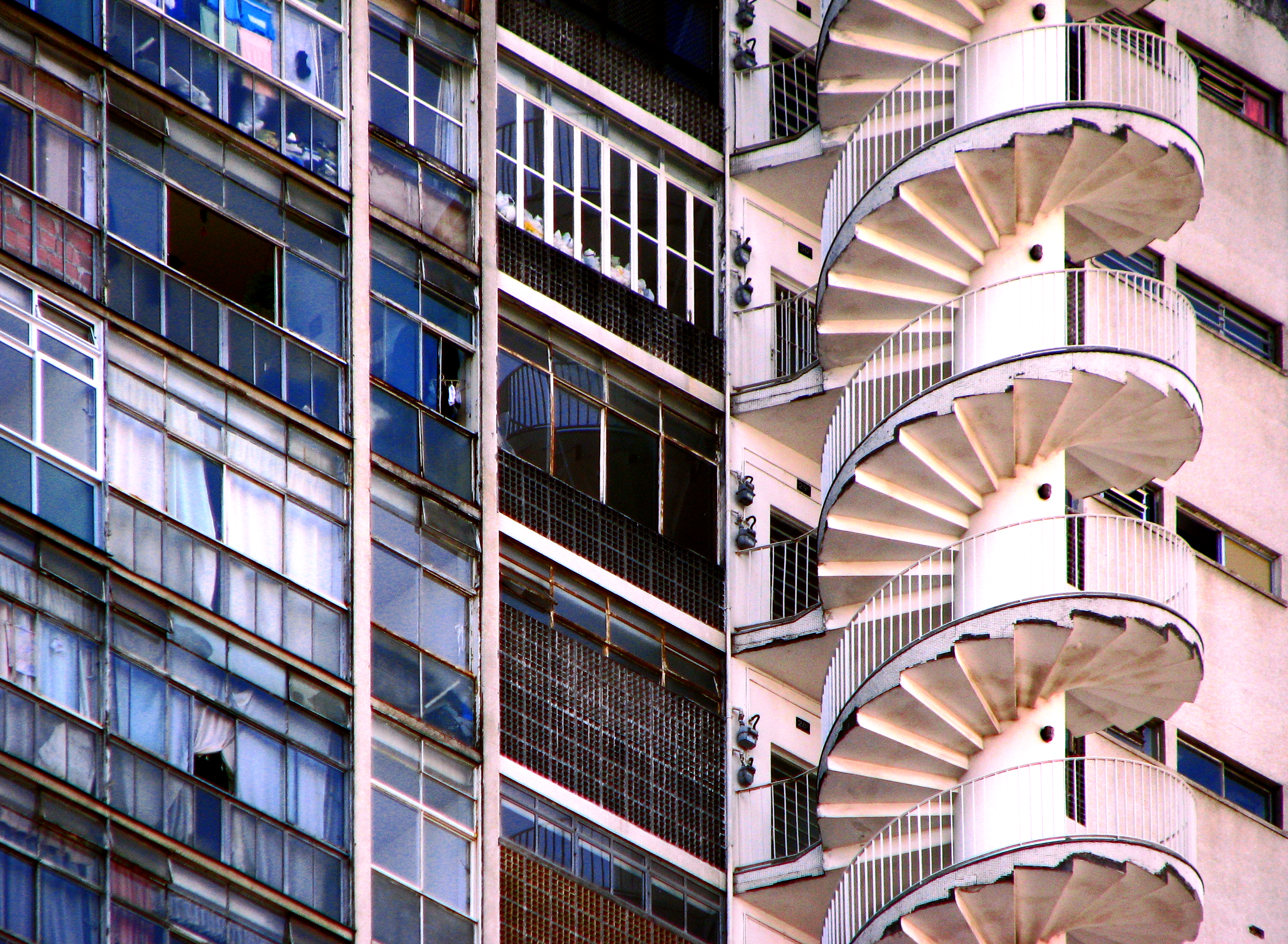
旋轉型的防火樓梯
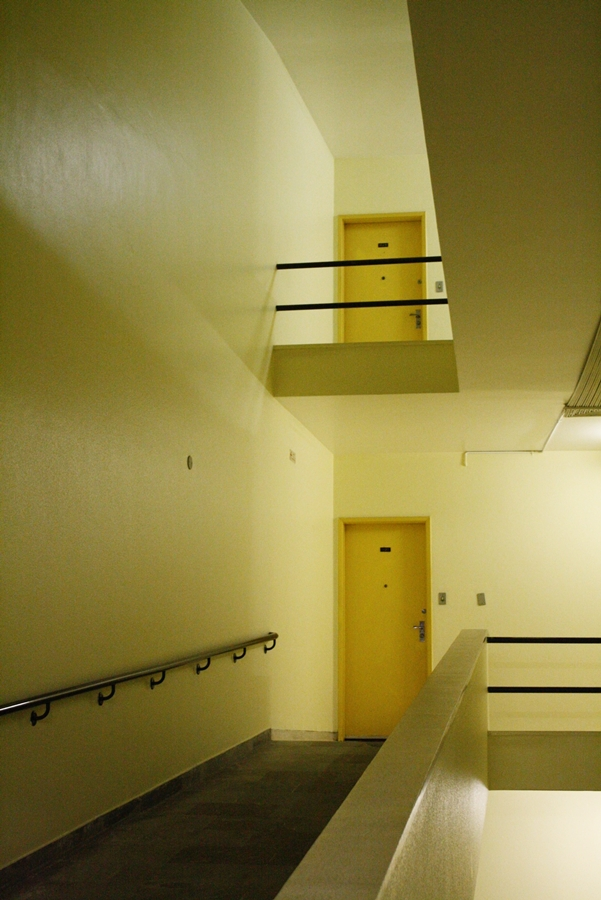
室內設計